# Heidema
Het waterschap Heidema is een voormalig waterschap in de provincie Groningen.
De polder lag pal ten zuiden van Tinallinge, tussen de Takkebosserweg en de Abbeweersterweg. De zuidgrens had een grillige loop tussen deze beide wegen, ongeveer 400 m ten zuiden van de wierde. De molen, gesticht door Egbert Hendrik Heidema, sloeg uit op het Tinallingermaar, de waterloop die indertijd uiteindelijk via de Zuidertocht uitmondde het Mensingeweersterloopdiep. 
Waterstaatkundig gezien ligt het gebied sinds 1995 binnen dat van het waterschap Noorderzijlvest.

## Takkenbosschermolenpolder
De polder was een onderdeel van de Takkenbosschermolenpolder die op 14 november 1876 is opgericht, maar nooit is ingericht.